# Nědželi
Nědželi (rusky Неджели, též Ниджили) je jezero na Středojakutské rovině v Jakutské republice v Rusku. Má rozlohu 119 km². Průměrně je hluboké 3 m a dosahuje maximální hloubky 7 m. Je protáhnuté ze západu na východ v délce 30 km.

## Vodní režim
Zdroj vody je sněhový. Do jezera ústí řeky Kjun-kej a Charyja-Jurjach. Z jezera odtéká řeka Sijan (povodí Viljuje).